# Frauenarzt Dr. Markus Merthin
Frauenarzt Dr. Markus Merthin ist eine deutsche Fernsehserie des ZDF, die zwischen 1994 und 1997 produziert und ausgestrahlt wurde.

## Handlung
Zu Beginn der Serie hat der erfolgreiche und beliebte Frauenarzt eine Praxis in Berlin. Merthin ist verheiratet, seine Frau heißt Marlene, die gemeinsame Tochter Heinke ist im Teenageralter. 
In einer Privatklinik übernimmt er einige Betten und lernt Frau Dr. Dorothee Wilke kennen
und lieben. Er verlässt seine Frau und beginnt mit Dorothee Wilke einen Neuanfang am Chiemsee. 
Dr. Markus Merthin beginnt an einer gynäkologischen Klinik am Chiemsee unter Prof. Ehrentreich tätig zu werden und ist auch da bei seinen Patientinnen sehr beliebt. 
Merthin und Dorothee Wilke, selbst Kinderärztin, möchten gerne eine eigene Praxis eröffnen. Dorothee Wilke wird schwanger, aber das gemeinsame Kind stirbt im Mutterleib, und bald danach stirbt auch Dorothee. Merthin bezieht ein möbliertes Zimmer bei der Witwe Martha Ruckhaberle und wechselt an eine andere Klinik unter Prof. Fockenberg. Merthin geht eine neue, kurze Beziehung mit Karina Vandré ein. 
Schließlich eröffnet er gemeinsam mit dem Schönheitschirurgen Dr. Hockendorf eine eigene Praxis.
Er verliebt sich in Lena und sie bekommen ein gemeinsames Baby.

## Episodenliste

### Staffel 1 (1994/95)
| Nr. (ges.) | Nr. (St.) | Titel                           |
| ---------- | --------- | ------------------------------- |
| 1a         | 1.01a     | Mechthild's Baby - Erster Teil  |
| 1b         | 1.01b     | Mechthild's Baby - Zweiter Teil |
| 2          | 1.02      | Vorbereitungen                  |
| 3          | 1.03      | Geburtstag                      |
| 4          | 1.04      | Blechschaden                    |
| 5          | 1.05      | Constantin                      |
| 6          | 1.06      | Bettruhe                        |
| 7          | 1.07      | Ein Leben                       |
| 8          | 1.08      | Der Besuch                      |
| 9          | 1.09      | Abschied                        |
| 10         | 1.10      | Liebhaber                       |
| 11         | 1.11      | Überfall                        |
| 12         | 1.12      | Zweiter Versuch                 |
| 13         | 1.13      | Ehe auf Probe                   |
| 14         | 1.14      | Urlaub                          |
| 15         | 1.15      | Gekündigt                       |
| 16         | 1.16      | Beziehungen                     |
| 17         | 1.17      | Babys                           |
| 18         | 1.18      | Alte Bekannte                   |
| 19         | 1.19      | Pläne                           |

### Staffel 2 (1997)
| Nr. (ges.) | Nr. (St.) | Titel                        |
| ---------- | --------- | ---------------------------- |
| 20         | 2.01      | Träume                       |
| 21         | 2.02      | Jockel                       |
| 22         | 2.03      | Notfall                      |
| 23         | 2.04      | Neue Hoffnung                |
| 24         | 2.05      | Die Amerikanerin             |
| 25         | 2.06      | Hochzeit                     |
| 26         | 2.07      | Glaube, Liebe - Hoffnung?    |
| 27         | 2.08      | Unverträglichkeiten          |
| 28         | 2.09      | Schatten der Vergangenheiten |
| 29         | 2.10      | Neubeginn                    |
| 30         | 2.11      | Das Ende einer Safari        |
| 31         | 2.12      | Langfingers Baby             |
| 32         | 2.13      | Gott nimmt, Gott gibt        |
| 33         | 2.14      | Liebe, längst vergessen      |
| 34         | 2.15      | Die Duftnase                 |
| 35         | 2.16      | Der Unfall                   |
| 36         | 2.17      | Die Geburt                   |
| 37         | 2.18      | Besuch bei Alois             |
| 38         | 2.19      | Heimkehr der Tochter         |
| 39         | 2.20      | Wollwurst                    |
| 40         | 2.21      | Nach der Fete                |
| 41         | 2.22      | Verwechslung                 |
| 42         | 2.23      | Gut beraten                  |
| 43         | 2.24      | Was gestern war              |
| 44         | 2.25      | Die neue Praxis              |
| 45         | 2.26      | Diagnose: Positiv            |
| 46         | 2.27      | Die Krise                    |
| 47         | 2.28      | Eine Entscheidung            |
| 48         | 2.29      | Freunde                      |
| 49         | 2.30      | Ohr auf Bohnen               |
| 50         | 2.31      | Kirchenasyl                  |
| 51         | 2.32      | Das Wunschkind               |
| 52         | 2.33      | Unschuld                     |
| 53         | 2.34      | Noch einmal leben            |

## Ausstrahlung
Die erste Staffel wurde von Dezember 1994 bis April 1995 ausgestrahlt und die zweite Staffel von Januar bis September 1997 freitags im ZDF. Seither wurde die Serie auf dem Sender mehrfach wiederholt.

## DVD-Veröffentlichung
Seit dem 28. August 2009 gibt es die erste Staffel der Serie auf DVD. Enthalten sind der Pilotfilm sowie die übrigen 18 Episoden der ersten Staffel (Spieldauer 900 min).